# 机上娱乐

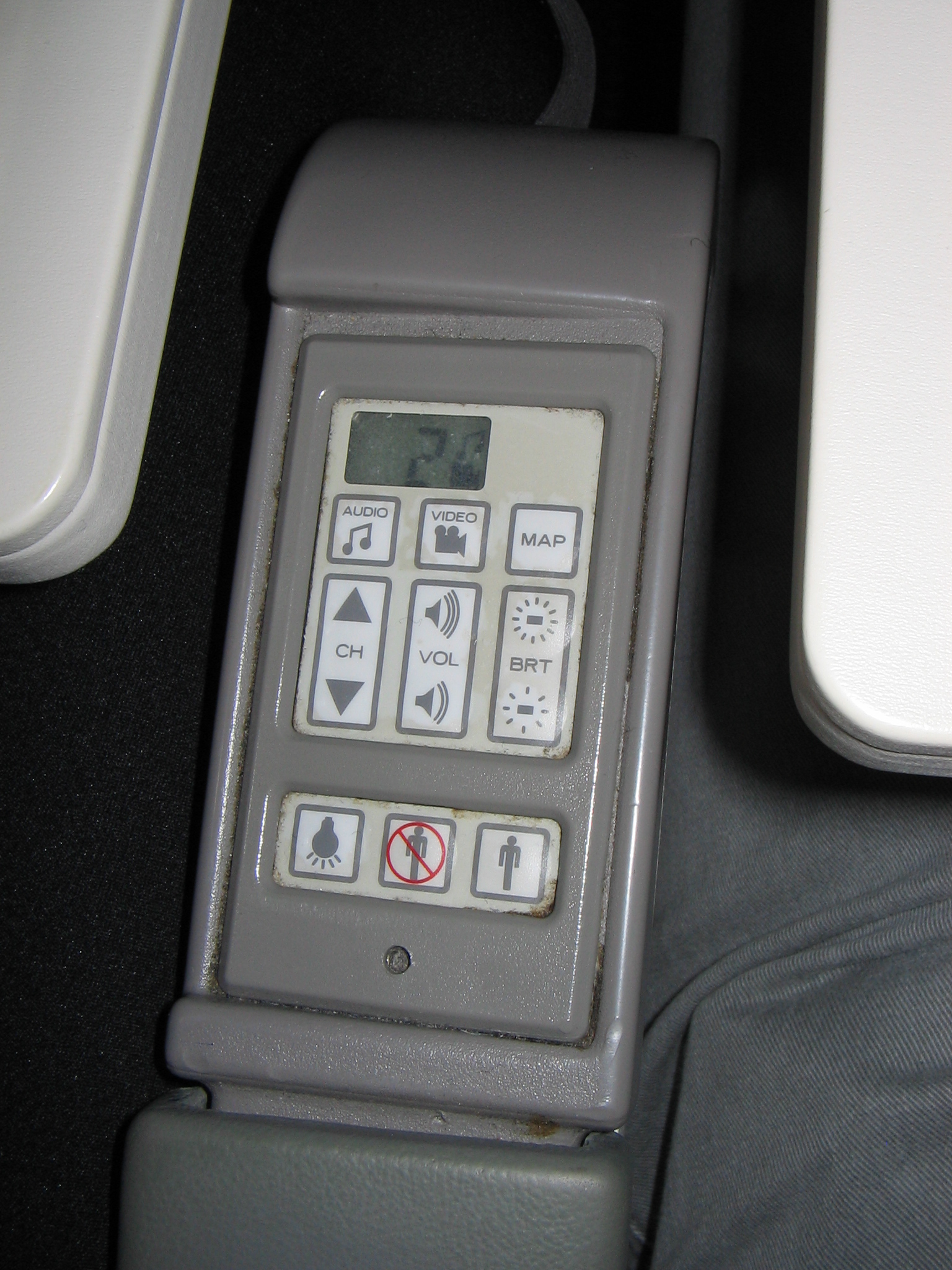
飞机上的娱乐设备控制器

机上娱乐（英語：In-flight entertainment）又可称作飞行娱乐，是指航空公司给乘客在客机上使用的娱乐方式，使旅客可打發在機上的時間。1936年，兴登堡号飞艇曾给往返于欧洲和美国的乘客提供钢琴、休息室、饭厅、吸烟室和酒吧等设备。第二次世界大战后，飞行娱乐逐渐转换为饮食和放映影片等服务。1985年，出现了个人多媒体播放器和耳机。1990年代開始，娱乐设备成为航班不可或缺的一部份，也是机舱设计的一个重要因素。飞机内娱乐设备的设计需要考虑安全性、成本、软件和硬件的可靠性、用户使用体验等诸多方面。随着科技发展，飞行娱乐的方式也在不断改变。

## 各种娱乐设备

### 音频娱乐
音频娱乐包括音乐、新闻、戏剧等。飞机上一般提供多个频道供乘客选择，乘客可以通过座椅上的按钮或遥控器自行选择自己喜爱的频道。有些航班还允许乘客收听驾驶室内飞行员和其他飞机、地面控制台之间的电讯对话。乘客需要使用耳机来收听这些音频，而航空公司一般会为没有耳机的乘客提供临时耳机。有的航班甚至允许乘客插入他们自己的iPod听他们自己的音乐。

### 视频娱乐

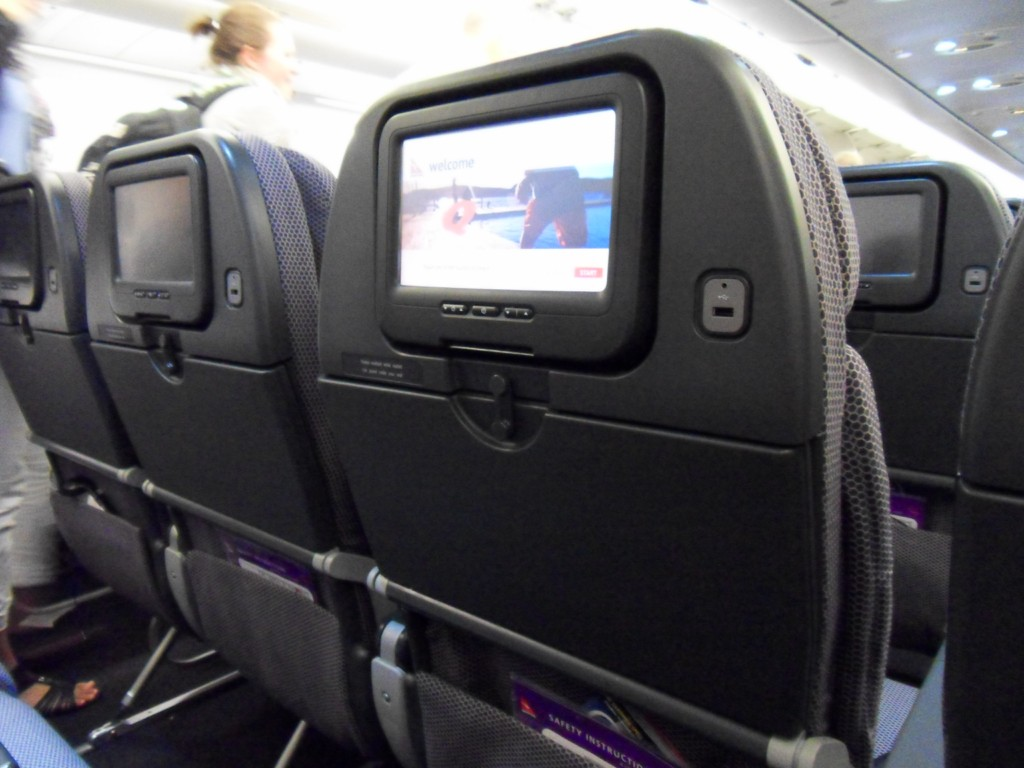
澳洲航空空中客车A330上的机上娱乐系统

视频娱乐是飞行娱乐系统的重要组成部份。根据不同的飞机，视频可以显示在机舱前方的大电视上，或是机舱上方的可伸缩电视，也可以是乘客座椅背部的个人电视机。而视频所搭配的音频，则需要乘客佩戴耳机。
有一部份的視頻娛樂系統，跟傳統的DVD與Blu-ray一樣，配置聲音／字幕的切換系統，提供給不同語言的乘客便於觀賞機上提供的電視節目或電影。

#### 电影
电影服务也是飞行娱乐系统的一部份。乘客可以在操作系统中自由选择他们喜好的电影，并通过安装在前排座位背面的个人屏幕观看。对于不提供个人屏幕的飞机，有时会在机舱前面和顶端安装电视，循环播放由航空公司安排的影片。首个现代的常规电影服务是在1961年7月19日，从纽约至洛杉矶的班机开始的。

#### 个人电视

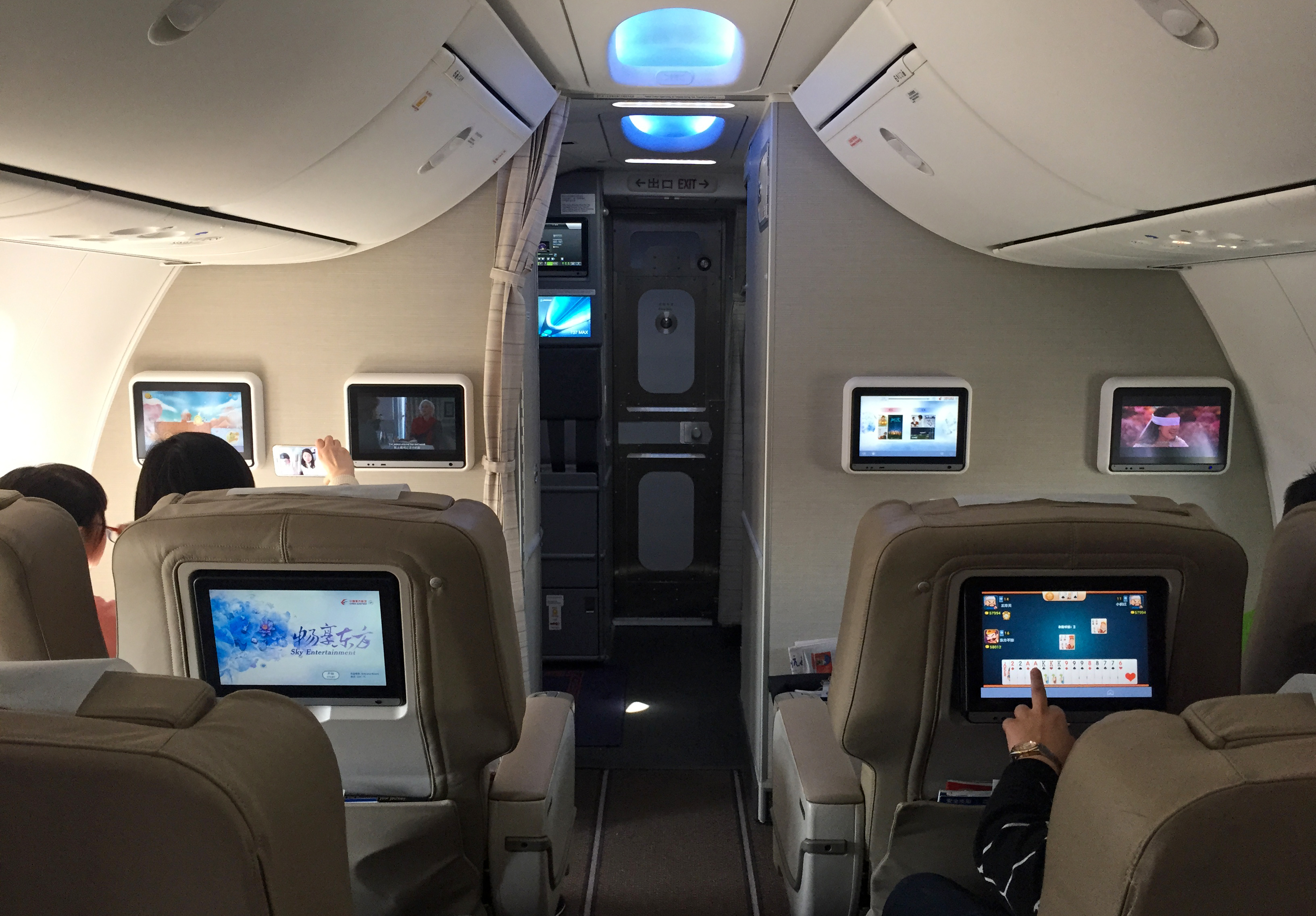
中国东方航空波音737 MAX的商务舱的每个座位设有个人娱乐系统

一些航空公司已经在长距离航线上安装了个人电视系统供每一位乘客使用。这些电视一般安装在乘客座椅背面。乘客可以使用遥控器选择自己喜爱的频道。与此同时，乘客不仅可以看实时节目，也可以观看看过的节目，并执行快进、快退、暂停等操作。
有些飛機機身裝有攝影機，可讓乘客選擇觀看攝影機拍攝到的機艙外畫面，特別是起降期間的畫面。

#### 逃生指南
每次班機起飛前，航空業者都會播映逃生指南，告知乘客在緊急狀態下的應變措施。

### 电子游戏
电子游戏也是飞行娱乐的一部份。一些游戏甚至可以允許飞机内乘客之间联网对战。现今多数飞行娱乐游戏逐渐从纯对战式的游戏转为益智游戏，例如语言学习、儿童迷你游戏等，使得乘客在飞机上就可以通过玩小游戏来学习新知识。

### 动态地图

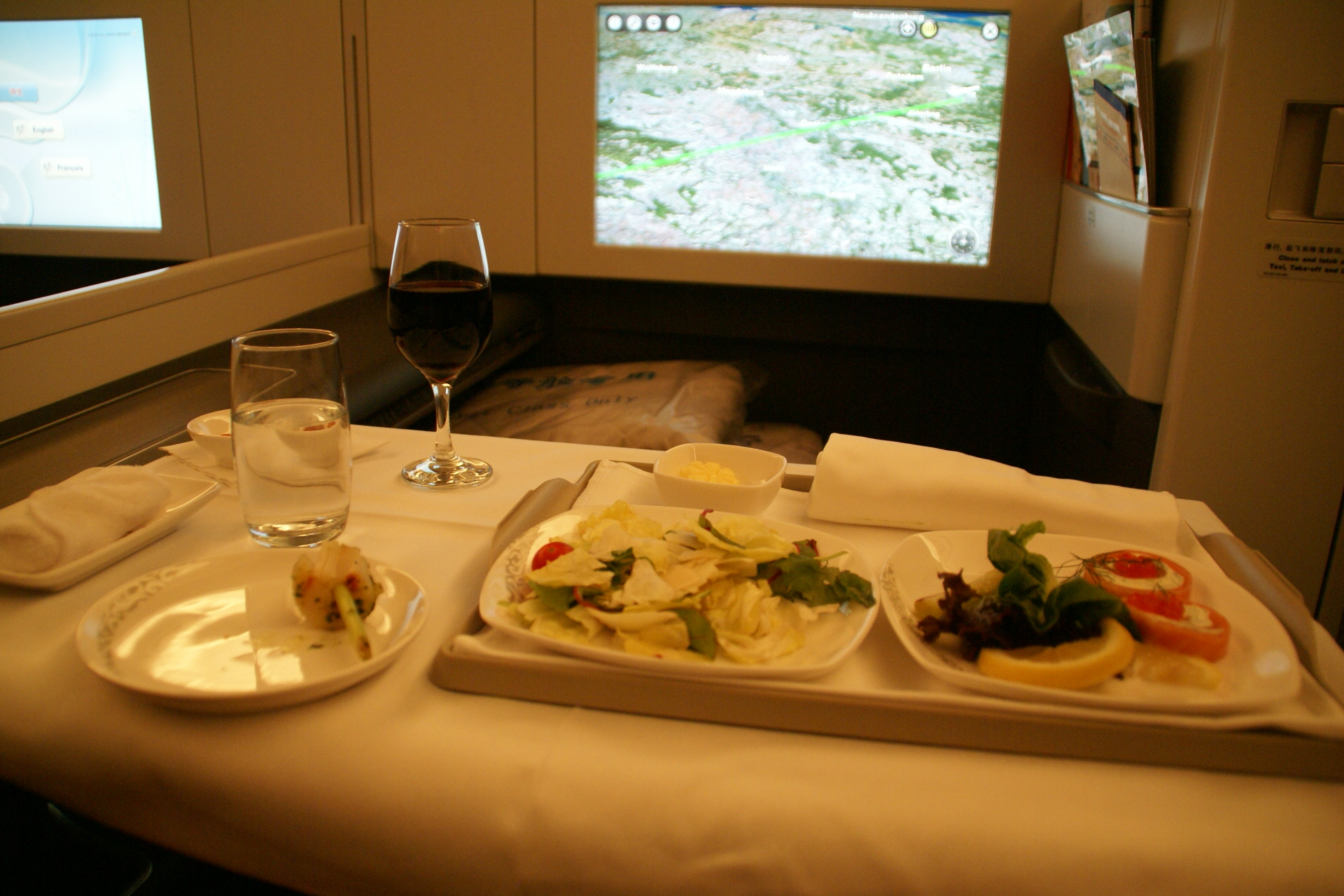
中国国际航空头等舱娱乐系统的动态航图

动态地图是指乘客可以通过飞机机舱前方或座位背面的屏幕实时观察飞机所处的位置。地图系统可以显示飞机当前的位置、航线、飞行速度、高度、舱外温度、风速、飞行时间、目的地距离、天氣及当地时间等基本信息（距離單位會同時顯示公制／英制，溫度單位會顯示攝氏／華氏）。动态地图从飞机内的计算机系统获得数据信息。第一个供乘客使用的动态地图系统是1982年推出的。

### 宗教相關
有一部份穆斯林世界的航空公司，為服務穆斯林旅客，航空業者會提供顯示麥加方位的視窗供穆斯林旅客禱告，例如阿聯酋航空、卡塔爾航空、阿提哈德航空、馬來西亞航空與皇家約旦航空；而馬航會在機上娛樂系統設置古蘭經電子書，嘉魯達印尼航空也會設置古蘭經頻道。

## 数据互联
在过去的一些年，飞行娱乐系统已经从传统的服务逐渐扩展到以往科技所不能达到的数据互联服务——例如互联网、短信、移动电话服务、邮件服务等。

### 卫星电话
一些航线提供卫星电话服务。电话服务的选单一般可以在发配给每位乘客的个人控制器中找到。乘客可以使用信用卡支付电话费用。卫星电话可以使机舱内的乘客给地面任何一个地方打电话，唯价格昂贵，无论打到哪里，每分钟通常收费达10美元。并且，即使对方没有接电话，仍要收费。这种卫星电话系统只能打出，一般无法接电话。一些航空公司还提供传真服务。而在一些飞机内，乘客可以轻易地给客舱内的其他乘客打电话，只需键入对方的座位号码即可接通。

### 数据联通
飞行娱乐系统有时也包括飞机内部网络（局域网），允许飞机内的乘客互相联通或协作。例如，维珍航空和維澳航空推出了机内互联娱乐系统，允许飞机内的乘客在线互相聊天、在飞机内提供的电子游戏中对决、在线呼叫乘务员、叫餐等。

### Wi-Fi

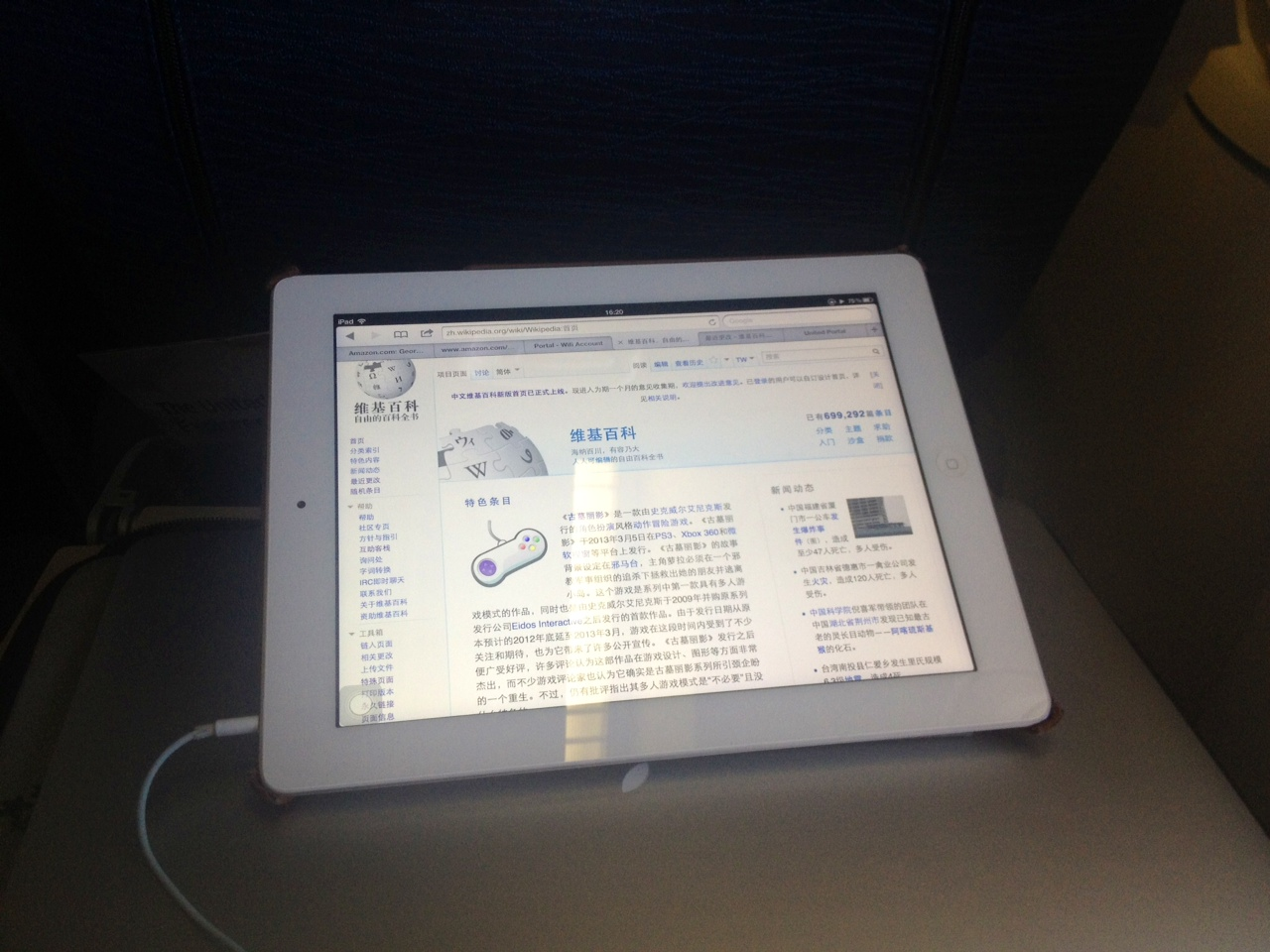
利用飞机上的Wi-Fi使用维基百科

一些航空公司的飞机已经设有了Wi-Fi系统。其信号源一般通过通訊卫星中转、或地面信号塔。人们已经可以在一些飞机上使用自己的手机或电脑按照航空公司的指引连接互联网。飞机内的Wi-Fi服务至今依然不成熟，信号会受到天气、地理位置等诸多因素的影响，且大多需付费使用。

### 移动电话
一般而言，机舱内使用手机是被禁止的。然而，在现代科技的帮助下，一些航空公司已经允许乘客在特定航班上使用手机，但通常會要求乘客將手機設為飛航模式，以免手機的無線電收發影響航管通訊。
阿联酋航空是第一个允许在飞行途中使用手机而無需開啟飛航模式的航空公司，其移动电话业务在2008年3月20日正式开通，由AeroMobile电信公司提供技术支援，在機上安裝有行動電話的基地台，訊號經通信衛星轉發。